# Соттевиль-ле-Руан
Соттевиль-ле-Руан (фр. Sotteville-les-Rouen) — город на севере Франции, регион Нормандия, департамент Приморская Сена, округ Руан, кантоны Ле-Пети-Кевийи и Соттевиль-ле-Руан. Пригород Руана, расположен в 5 км к югу от центра города, на противоположном берегу Сены, внутри одного из ее меандров, в 4 км от автомагистрали N338. Один из многочисленных городов-спутников Руана, входит в состав Метрополии Руан Нормандия. На востоке города находится железнодорожная станция Соттевиль линии Париж-Гавр.
Население (2018) — 28 958 человек.

## Достопримечательности
- Церковь Успения Богородицы (Notre-Dame-de-l'Assomption), построенная после Второй мировой войны на месте разрушенной церкви XII века
- Церковь Пресвятой Девы Марии Лурдской (Notre-Dame-de-Lourdes) 20-х годов XX века
- Церковь Святого Викентия де Поля 1929 года

## Культура
В Соттевиле ежегодно проводится фестиваль уличных театров. Обычно он проходит в июне на протяжении 3 дней и 2 ночей.

## Экономика
Структура занятости населения:
- сельское хозяйство — 0,1 %
- промышленность — 7,9 %
- строительство — 8,7 %
- торговля, транспорт и сфера услуг — 44,2 %
- государственные и муниципальные службы — 39,1 %

Уровень безработицы (2017) — 17,6 % (Франция в целом —  13,4 %, департамент Приморская Сена — 15,3 %). 

Среднегодовой доход на 1 человека, евро (2018) — 20 320 (Франция в целом — 21 730, департамент Приморская Сена — 21 140).

## Демография
Динамика численности населения, чел.

## Администрация
Пост мэра Соттевиль-ле-Руана с 2014 года занимает член Социалистической партии Люс Пан (Luce Pane), бывший депутат Национального собрания Франции. На муниципальных выборах 2020 года возглавляемый ею левый список победил в 1-м туре, получив 48,41 % голосов (из четырех списков).
| Период | Период | Фамилия        | Партия                         | Примечания                                                                                              |
| ------ | ------ | -------------- | ------------------------------ | --- |
| 1953   | 1983   | Ролан Таффоро  |                                | |
| 1983   | 1989   | Рене Сальмон   | Союз за французскую демократию | член Генерального совета департамента                                                                   |
| 1989   | 2014   | Пьер Бургиньон | Социалистическая партия        | член Регионального совета Верхней Нормандии, депутат Национального собрания Франции                     |
| 2014   |        | Люс Пан        | Социалистическая партия        | государственный служащий, член Генерального совета департамента, депутат Национального собрания Франции |

## Знаменитые уроженцы
- Никола Коломбель (1644—1717) — французский художник.
- Альбер Декарис (1901—1988) — художник и график, президент Академии изящных искусств страны, автор большого количества почтовых марок Франции, Монако, Алжира, Туниса и ряда других стран.